# Galianthe cymosa
Galianthe cymosa là một loài thực vật có hoa trong họ Thiến thảo. Loài này được (Cham.) E.L.Cabral & Bacigalupo mô tả khoa học đầu tiên năm 1997.